# Sida brownii
Sida brownii är en malvaväxtart som beskrevs av I. Clement. Sida brownii ingår i släktet sammetsmalvor, och familjen malvaväxter. Inga underarter finns listade i Catalogue of Life.